# Шмрика
45°15′ пн. ш. 14°36′ сх. д. / 45.25° пн. ш. 14.60° сх. д.
Шмрика (хорв. Šmrika) — населений пункт у Хорватії, в Приморсько-Горанській жупанії у складі міста Кралєвиця.

## Населення
Населення за даними перепису 2011 року становило 988 осіб.
Динаміка чисельності населення поселення:

## Клімат
Середня річна температура становить 13,98 °C, середня максимальна – 26,69 °C, а середня мінімальна – 2,01 °C. Середня річна кількість опадів – 1294 мм.
| Клімат поселення                              | Клімат поселення | Клімат поселення | Клімат поселення | Клімат поселення | Клімат поселення | Клімат поселення | Клімат поселення | Клімат поселення | Клімат поселення | Клімат поселення | Клімат поселення | Клімат поселення | Клімат поселення |
| Показник                                      | Січ.             | Лют.             | Бер.             | Квіт.            | Трав.            | Черв.            | Лип.             | Серп.            | Вер.             | Жовт.            | Лист.            | Груд.            |                  |
| Середній максимум, °C                         | 9,74             | 10,15            | 12,55            | 15,95            | 20,83            | 24,91            | 26,69            | 26,34            | 22,17            | 17,84            | 13,16            | 10,27            |                  |
| Середня температура, °C                       | 5,89             | 6,29             | 8,67             | 12,07            | 16,98            | 21,05            | 23,44            | 23,07            | 18,91            | 14,56            | 9,89             | 7,01             |                  |
| Середній мінімум, °C                          | 2,01             | 2,41             | 4,81             | 8,21             | 13,10            | 17,18            | 20,17            | 19,82            | 15,65            | 11,31            | 6,63             | 3,74             |                  |
| Норма опадів, мм                              | 103              | 83               | 87               | 91               | 89               | 99               | 57               | 80               | 146              | 168              | 162              | 129              |                  |
| Середньомісячна швидкість вітру, м/с          | 2.85             | 2.99             | 3.04             | 2.84             | 2.56             | 2.44             | 2.45             | 2.46             | 2.55             | 2.81             | 3.09             | 3.08             |                  |
| Середньомісячна сонячна радіація, кДж/м²·день | 4452             | 7211             | 10537            | 15013            | 19243            | 20968            | 22276            | 19195            | 14060            | 9086             | 4830             | 3700             |                  |
| --------------------------------------------- | ---------------- | ---------------- | ---------------- | ---------------- | ---------------- | ---------------- | ---------------- | ---------------- | ---------------- | ---------------- | ---------------- | ---------------- | ---------------- |
| Джерело:                                      |                  |                  |                  |                  |                  |                  |                  |                  |                  |                  |                  |                  |                  |